# 金東祚

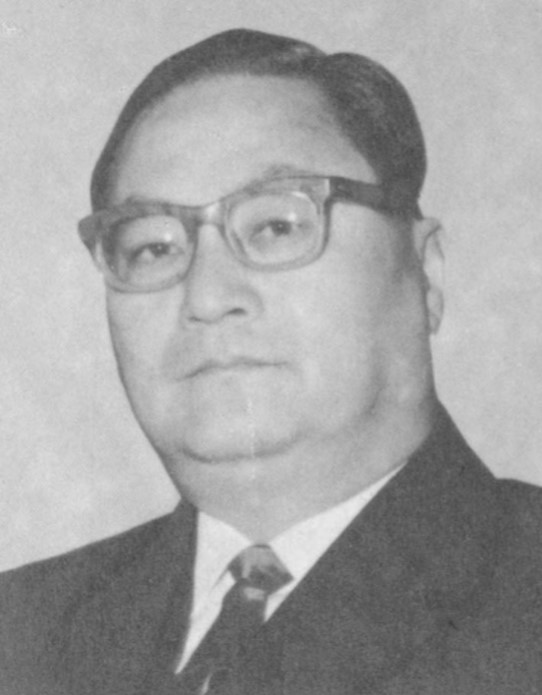
金東祚

金 東祚（김동조、キム・ドンジョ、1918年8月14日 - 2004年12月9日）は、韓国の政治家。1965年から1967年にかけて初代駐日大使を務め、1973年から1975年にかけては大韓民国外務部の長官（外相）を務めた。
日本名は宗山 秀隆（むねやま ひでたか）。実業家で元国会議員の鄭夢準は末娘の夫。また、次女は元国防部長官の孫元一の息子、三女は実業家の許鼎九の息子とそれぞれ結婚した。元ヘラルドメディア会長の洪政旭は孫娘婿。

## 人物

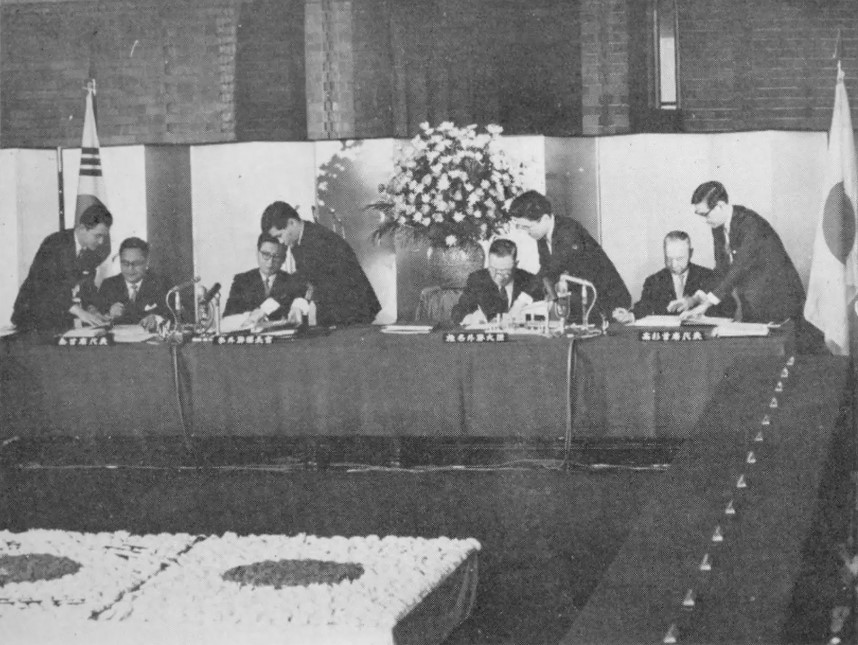
1965年6月22日、日韓基本条約の調印式が日本の首相公邸で行われた。椎名悦三郎外務大臣、高杉晋一首席代表、李東元外務部長官、金東祚特命全権大使の4人が関係文書に調印した。

1918年に釜山府で生まれる。釜山中学校を経て、1940年京城高等商業学校を卒業。1943年九州帝国大学法文学部法科を卒業。李東煥元内務次官は高等商業学校の同期。京都府や、厚生省、内務省に勤務する。駐日大使として着任した時、信任状捧呈式のために皇居にやってきた際、外務省儀典長だった藤山楢一は、金に「あなたは九州帝大出身だから、日本語でやられるでしょ」と言うと、金は「いや、オレは英語でやる」と答えた。捧呈が終わって昭和天皇は金と雑談している。近づいてみると金が日本語で「陛下、もう少し韓国の海苔を買ってください」と場違いな注文をしていた。
着任翌年の1966年、サムスン物産による韓国へのサッカリン密輸事件に関わる。笹子勝哉によると、金はサムスングループ代表者（当時）である李秉喆の私兵だとされ、また三井物産は日本国と大韓民国との間の基本関係に関する条約交渉の過程において、金の依頼を受け、駐日韓国大使公邸の提供を行った。これは三井不動産が管理していた山陽特殊製鋼（1965年倒産）東京寮だったものであり、韓国はこの代金を1973年ごろに支払っている。価格は1億9000万円であった。
2004年12月9日にソウル特別市で死去。